# Beroidae
Die Beroidae bilden die einzige Familie von Rippenquallen (Ctenophora) der Ordnung der Beroida. Beroidae leben weltweit und vielerorts recht häufig in den Meeren, frei schwimmend (pelagisch) im offenen Wasser, von der Tiefsee bis hin zu Küstengewässern. Wie alle Rippenquallen ernähren sie sich räuberisch, überwiegend von anderen Rippenquallen.
In der klassischen Systematik sind die Beroida wiederum die einzige Klasse der Nuda (lateinisch für „die Nackten“, von nudum „das Nackte“), auch Atentaculata (lateinisch für „die ohne Tentakeln“) bilden. Beide Namen weisen auf das charakteristische Merkmal von Vertretern dieses Taxons hin, das Fehlen von Tentakeln. Sie werden klassisch den tentakelbewehrten Tentaculata gegenübergestellt. Nach Vergleich der Gensequenzen ist diese Stellung nicht gerechtfertigt, die Beroida sind in die klassischen Cydippida eingeschachtelt und machen diese paraphyletisch. Die Klasse wird aber derzeit, bis zu einer Revision der gesamten Rippenquallen, aufrechterhalten.

## Körperbau

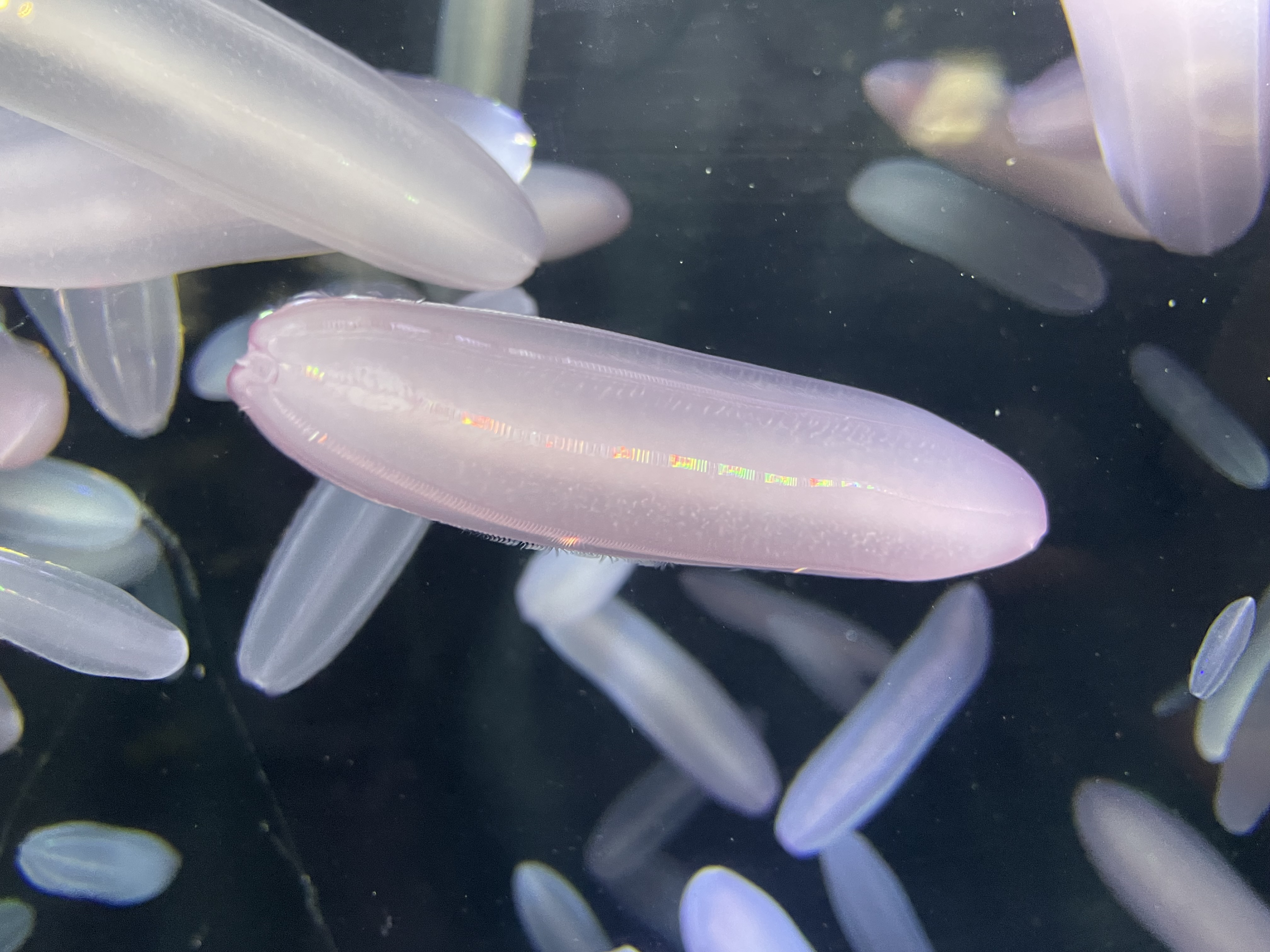
Beroe abyssicola

Beroidae sind sack- oder beutelartige Organismen, mit einer riesigen Mundöffnung von Körperbreite und einer großen, zentralen Nahrungshöhle (es sind verschiedene Namen in Gebrauch: Gastraltasche, Schlundhöhle, Schlundrohr, Stomodaeum). Der Körper ist meist mehr oder weniger stark abgeflacht, kann aber auch beinahe zylindrisch sein. Das dem Mund entgegen liegende (aborale) Körperende ist mehr oder weniger stark abgerundet, der Körperumriss je nach Art beutel- oder sackförmig, glockenförmig bis zylindrisch. Am aboralen Pol liegt meist eine Polplatte, oft mit zahlreichen Papillen besetzt, nur bei der Art Neis cordigera mit dreieckigen, lappigen, außen gekielten Auswüchsen. 
Die Körperlänge der häufigeren Arten liegt zwischen fünf und fünfzehn Zentimeter, selten bis zwanzig Zentimeter (alte Angaben aus dem 19. Jahrhundert gelegentlich etwas darüber). Die gallertartige Mesogloea, aus der der Körper überwiegend aufgebaut ist, ist meist opak wolkig weißlich bis rosa gefärbt, gelegentlich glasklar durchsichtig oder rot, oft entlang der Kammreihen intensiver, die Färbung ist auch innerhalb der Arten variabel und nicht sehr charakteristisch.
Das namensgebende und definierende Merkmal der Nuda ist die vollkommene Abwesenheit von Tentakeln. Anders als bei einzelnen Tentaculata-Arten, bei denen die Tentakel in einzelnen Lebensstadien rückgebildet sein können, sind auch in keinem Lebensstadium Tentakelscheiden vorhanden.
Wie typisch für die Rippenquallen sitzen außen am Körper, auf den namensgebenden „Rippen“ (langgestreckten Erhöhungen der Körperwand) acht Längsreihen von kammartigen, aus miteinenander verschmolzenen Cilien gebildeten Plättchen (Ctene genannt), durch deren wellenartigen Schlag die Tiere schwimmen können. Die wellenartige Bewegung der Plättchen wird nicht neuronal gesteuert, sondern durch hydrodynamische Kräfte übertragen, so dass jedes Plättchen die Bewegung des folgenden auslöst.
Alle Beroe-Arten sind fähig zur Biolumineszenz. Leuchtende Blitze blaugrünen Lichts werden entlang der Rippen abgegeben.

### Mundöffnung, Beuteerwerb
Beroidae sind aktive Räuber. Die Tiere schwimmen, oft nahe der Wasseroberfläche, in kurvigen, unregelmäßigen Bahnen, auf Beutesuche, mit der Mundseite nach vorn. Es gibt Hinweise darauf, dass nahe Beuteorganismen mit chemischen Sinnen registriert werden können. Möglicherweise ist aber erst der mechanische Stimulus durch den Berührungsreiz entscheidend. Kommen die Mundränder („Lippen“) in Kontakt zu einem Beuteorganismus, wird der, bei den meisten Arten mit eher abgeplattetem Körper dann mehr oder weniger schlitzförmige, Mund plötzlich weit aufgerissen und die Beute als Ganzes verschluckt. Sie wird durch den im Mundraum entstehenden Unterdruck quasi eingesaugt. Ist die Beute zu groß, um als Ganzes verschluckt zu werden, wird nach Füllen des Mundraums der darin befindliche Teil der Beute abgebissen (mit den als Zähnen wirkenden Macrocilien, vgl. unten). Im Gegensatz zum sekundenschnellen Verschlingen dauert dies länger, einige Minuten lang.
Um beim Schwimmen und insbesondere bei der Verfolgung von Beute den Wasserwiderstand herabzusetzen, kann er bei Arten mit dünner und dadurch flexibler Körperwand durch einen reißverschlussähnlichen Mechanismus fest versiegelt werden, so dass das Vorderende der Rippenqualle Stromlinienform annimmt. Bei dieser Versiegelung werden gegenüberliegende Schlundseiten, die „Lippen“, nicht nur in engen Kontakt gebracht, sondern durch vorübergehend ausgebildete Zell-Zell-Verbindungen mittels Cadherinen und Selectinen eng miteinander verzahnt. Beim Beutekontakt, der durch Mechano- und Chemorezeptoren in den Lippen bemerkt wird, wird der Verschlussmechanismus durch Muskelkontraktion in 0,2 bis 0,3 Sekunden geöffnet und die Schlundhöhle durch Muskeln erweitert. Arten mit dicker und steifer Körperwand, zum Beispiel Beroe cucumis und Beroe gracilis kommen ohne diesen Verschlussmechanismus aus.
Das allen Rippenquallen eigene Nervennetz (Plexus) ist innerhalb der „Lippen“ der Nuda zu einem aus etwa 40 Riesen-Neuriten von 8 Mikrometer Durchmesser bestehenden Bündel verdichtet.
Der Mund wird durch das Zusammenspiel dreier verschiedener Muskeltypen geöffnet und verschlossen: In der Mesogloea verlaufen sowohl ringförmig um die Längsachse des Tieres angeordnete als auch radiale, strahlenförmig von innen nach außen laufende Muskelfasern; sie wirken zusammen mit longitudinalen, also längsseitig ausgerichteten Fasern, die in der Epidermis liegen. Bei Beroidae kommt ausschließlich glatte Muskulatur vor.

### Macrocilien
Direkt innerhalb der Mundöffnung befinden sich in der Auskleidung des Schlundes charakteristische fingerförmige Auswüchse, die Macrocilien. Bei diesen, individuell etwa 25 bis 30 Mikrometer langen und 5 Mikrometer breiten Einheiten handelt es sich um kegelförmig geformte, von einer gemeinsamen Plasmamembran umgebene Bündel von zwei- bis dreitausend Geißeln (Cilien), die wie in den Kammplättchen der Rippen zu einer funktionellen Einheit verbunden sind. Die Cilien bilden zusammen im Querschnitt eine sechseckige Struktur und sind senkrecht zur gemeinsamen Schlagrichtung durch Querverstrebungen miteinander verbunden; eine separate Membran, die sie von ihren Nachbargeißeln trennen würde, besitzen sie hingegen nicht. Jedes Cilium zeigt den für Organismen mit echtem Zellkern typischen Aufbau aus neun äußeren und zwei inneren Mikrotubuli.
Die Geißelzellen, an denen die Cilien aus einzelnen Basalkörperchen entspringen, sind gegenüber der Schlundauskleidung um durchschnittlich dreißig Grad zur mundabgewandten Seite hin geneigt und dabei wie Dachziegel übereinander gestapelt. Dadurch weisen die Makrocilien immer in Richtung des Schlundinneren. Dorthin ist auch der effektive Schlag gerichtet, der Beuteteile in synchronisierten Wellen wie ein Fließband in den Magen befördert; die Schlundmuskulatur befördert diesen Vorgang.
Macrocilien laufen in einer gebogenen und klauenähnlichen, dreizähnigen Spitze aus; diese ist steif genug, um die weiche Außenwand selbst größerer Beutetiere wie anderer Rippenquallen zu zerreißen; proteolytische (proteinzersetzende) Enzyme, die in die entstandenen Wunden eindringen, machen das Opfer dann schnell fluchtunfähig. Macrocilien übernehmen also auch die Funktion von Zähnen und lassen sich als die den Tentakeln der Tentaculata entsprechenden Fangstrukturen der Nuda ansehen.

### Inneres Kanalsystem
Die zentrale Mundhöhle ist von Ektoderm ausgekleidet. In ihr findet also zwar die Verdauung der Beute statt, es werden aber nicht direkt die Nährstoffe aufgenommen. Sie reicht bis zum aboralen Körperpol. Zum aboralen Ende hin ist sie durch eine Querwand zweigeteilt, jede dieser Taschen endet in einer Exkretionspore, durch die unverdauliche Reststoffe abgegeben werden. Zusätzlich können größere Fremdobjekte auch durch die Mundöffnung ausgespuckt werden.
Vom zentralen Magen aus ziehen wie bei allen Rippenquallen Kanäle in alle Körperregionen. Jede Kammrippe wird durch einen eigenen Meridionalkanal versorgt, der direkt unterhalb dieser gelegen ist. Er besitzt bei den Beroidae zahlreiche je nach Art fein verästelte Auswüchse, von denen manche sich mit dem Schlund vereinigen, andere dagegen blind enden. Zusätzlich zu den Meridionalkanälen sind zwei paragastrische Kanäle vorhanden, jeder an einer (Schmal-)Seite. Zum Mundende hin laufen die Meridionalkanäle, zumindest bei der Art Beroe ovata, in einem kreisförmig um den Mund gelegenen zirkumoralen Ringkanal zusammen.

### Statocyste und Polplatten

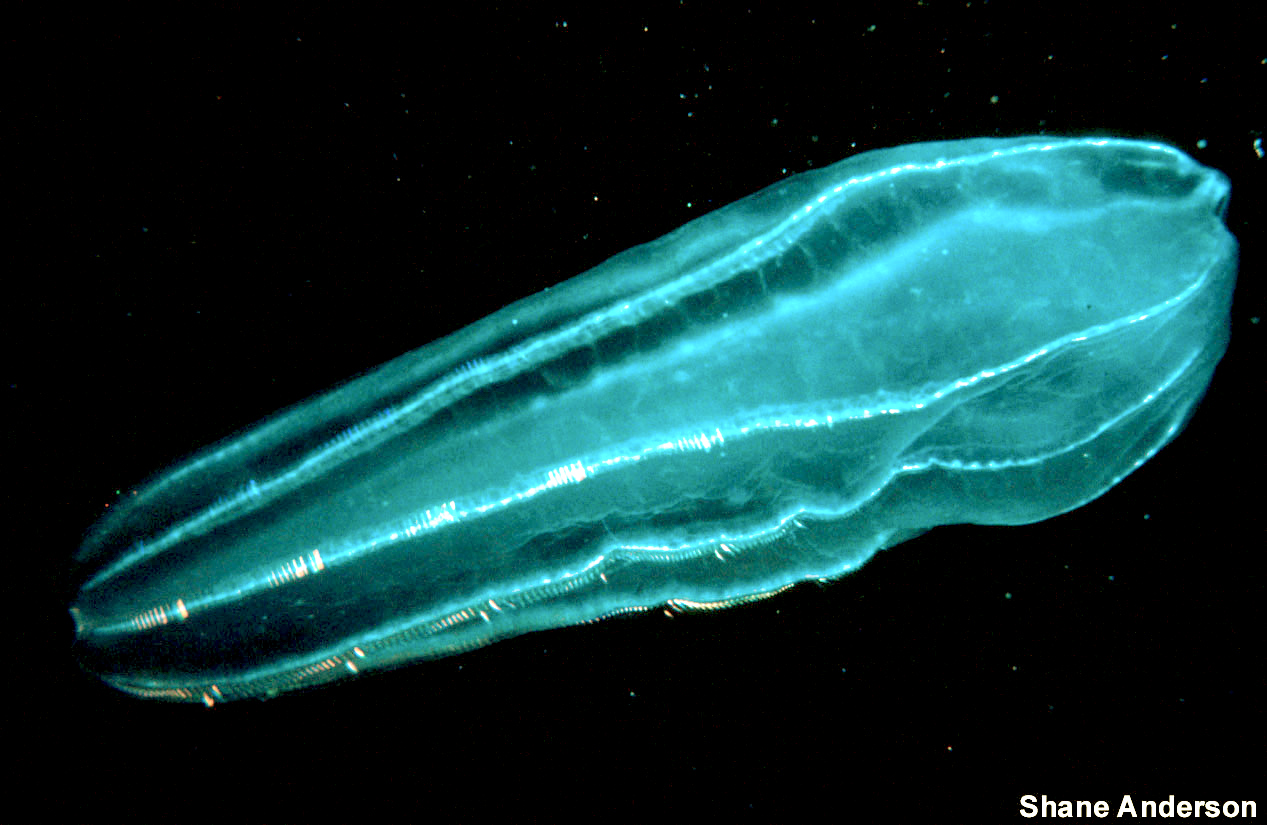
Unbestimmte Art der Gattung Beroe mit Biolumineszenz

Wie bei allen Rippenquallen befindet sich an der mundabgewandten Seite das Gleichgewichtsorgan, die Statocyste, die auch den Takt für die auf den Rippen angeordneten Kammplättchen festlegt. Unmittelbar unterhalb der Statocyste befindet sich eine mit Sinneszellen ausgekleidete Einbuchtung; das in ihr enthaltene Epithelgewebe setzt sich zum Mund hin in zwei gegenüberliegenden schmalen Geißelbändern fort, die in der Schlundebene der Rippenqualle verlaufen und als Polplatten bezeichnet werden. Sie rufen durch ihren Schlag eine Wasserströmung über die Statocyste hervor und sind bei den Beroidae an ihrem Rand mit fingerartigen Auswüchsen, den Papillen besetzt, deren Funktion noch ungeklärt ist, vermutlich aber auch der Sinneswahrnehmung dient. Zwei Zellansammlungen am Boden des Apikalorgans sind vermutlich lichtempfindliche Fotorezeptoren.
Das mit der Statocyste wahrgenommene Schwerefeld ermöglicht den Tiere die Orientierung per Geotaxis im Wasser. In Ruhe schwimmen sie oft nahe der Wasseroberfläche, mit der Mundöffnung nach oben, wobei die Statocyste den Schlag der Kammplatten so steuert, dass die Lage beibehalten wird. Bei rauher See oder Störung tauchen sie nach unten ab.

## Ernährung
Beroidae ernähren sich von freischwimmenden Tieren mit weichem Körper, in erster Linie von anderen Rippenquallen, die durchaus größer als sie selbst sein können. Die Beute wird aktiv gesucht und meist als Ganzes verschlungen. Verschiedene Beroe-Arten scheinen mehr oder weniger spezialisiert auf andere Rippenquallen als Beute, so etwa Beroe ovata auf Mnemiopsis leidyi, Beroe gracilis auf Pleurobrachia pileus, Beroe cucumis auf Bolinopsis infundibulum. Daneben werden Hydromedusen oder Salpen erbeutet. Der Art Beroe ovata fehlt nach einer Sequenzierung des Genoms das Enzym Chitinase. Daher können sie nicht, wie viele andere Rippenquallen, Krebstiere als Beute verwenden. Gelangen solche, etwa im Magen von Beuteorganismen, in ihren Magenraum, werden sie unverdaut ausgespuckt.

## Entwicklung, Regeneration
Alle Arten pflanzen sich auf sexuelle Weise fort und verfügen sowohl über weibliche als auch über männliche Keimdrüsen, sind also Zwitter. Besondere Fortpflanzungszeiten sind nicht bekannt geworden, die Tiere können in ihren Lebensräumen ganzjährig angetroffen werden.
Das für die meisten Rippenquallen typische, sogenannte Cydippea-Larvenstadium fehlt den Beroidae. Die Entwicklung ist also direkt. Körperbau und Lebensweise der Jungtiere entsprechen weitgehend derjenigen der geschlechtsreifen Adulttiere. Die Eizelle wird bei Beroe durch mehrere Spermien befruchtet, von denen die Eizelle einen „auswählt“; es liegt also Polyspermie vor.
Im Gegensatz zu den meisten Rippenquallen besitzen Beroidae bei Verletzung nur ein geringes Regenerationsvermögen.

## Verbreitung und Lebensraum
Die Gruppe kommt weltweit in allen Ozeanen und Meeren vor, wo die Tiere freischwimmend (pelagisch) im Plankton leben. Die Verbreitung der einzelnen Arten ist wegen Problemen der Taxonomie und Bestimmung nur ungenügend bekannt. Es sind einige Fälle dokumentiert, in denen voneinander verschiedene Arten irrtümlich unter demselben Artnamen behandelt wurden. Ältere Verbreitungsangaben sollten daher mit Vorsicht interpretiert werden.

## Bedeutung als Neozoon
In den späten 1980er Jahren wurde die Rippenquallen-Art Mnemiopsis leidyi wahrscheinlich durch Ballastwasser ins Schwarze Meer eingeschleppt. Dort durchlief sie eine Populationsexplosion, in deren Verlauf der Sardellen-Fischfang komplett zusammenbrach. Das Ökosystem stabilisierte sich  wieder, als 1997 die Art Beroe ovata auftauchte, die sich fast ausschließlich von Mnemiopsis leidyi ernährt. Auch die Beroe-Population durchlebte zunächst eine Explosion der Individuenzahl, bis schließlich beide Bestände rapide zusammenbrachen. Dennoch sind beide Arten weiterhin als Neozoen im Schwarzen Meer etabliert. Dasselbe Phänomen spielt sich zu Anfang des 21. Jahrhunderts im Kaspischen Meer ab. 
Beroe ovata stammte nach früheren, später widerlegten Annahmen aus dem Mittelmeeraum. Später stellte sich heraus, dass dort eine andere Art lebt, die fälschlicherweise Beroe ovata genannt wurde (nun Beroe cucumis oder Beroe „pseudocucumis“, der korrekte Artname ist ungeklärt). Die Tiere im Schwarzen Meer, also die echte Beroe ovata, stammen demnach von der amerikanischen Atlantikküste, der Ursprungsheimat von Mnemiopsis leidyi. Dies wurde durch genetische Untersuchungen bewiesen.

## Phylogenie
In der traditionellen Systematik werden die Beroidae als Nuda allen anderen Rippenquallen als Schwestergruppe gegenübergestellt. Diese Stellung wird bei rein morphologischem Vergleich gestützt, für die spräche auch, dass die ausgestorbenen und nur fossil erhaltenen Vorläufer der Rippenquallen aus dem Kambrium soweit bekannt keine Tentakel besaßen.
Diese Stellung ist allerdings bereits früh auch anhand morphologischer Merkmale bestritten worden. Sie erscheint heute durch Ergebnisse anhand des Vergleichs homologer DNA-Sequenzen sehr unwahrscheinlich. Vermutlich stammen die Beroidae also von tentakel-tragenden Vorfahren ab und haben diese sekundär wieder verloren.
Nach den Ergebnissen sind die Beroidae nicht Schwestergruppe der Tentaculata, sondern tief in diese eingeschachtelt. Als Schwesterguppe von Beroe (die Gattung Neis wurde nicht getestet) erwies sich übereinstimmend die Gattung Haeckelia, die monotypisch in eine eigene Familie Haeckeliidae gestellt wird; diese wiederum wird in die Ordnung Cydippida gestellt. Demnach wäre die Unterscheidung einer Klasse Nuda oder Atentaculata nicht gerechtfertigt. Diese wird dennoch provisorisch weiter aufrechterhalten, da durch die Polyphylie der bisherigen Cydippida ein neues System erforderlich ist, was bisher nicht aufgestellt wurde. Bis dahin wird von Umgruppierungen abgesehen und zunächst die traditionelle morphologische Systematik weiter verwendet.
Nach zumindest einer Analyse wäre die Gattung Beroe sogar gegenüber Haeckelia paraphyletisch, d. h. diese wäre darin eingeschachtelt. Dieses Ergebnis wurde aber bei neueren Untersuchungen so nicht bestätigt.

## Systematik
Man unterscheidet etwa 25 Arten, die sich auf zwei Gattungen, Beroe und Neis, aufteilen, welche in dieselbe Familie Beroidae und Ordnung Beroida gestellt werden. Familie und Ordnung wurden 1825 beziehungsweise 1829 durch den deutschen Naturforscher Johann Friedrich Eschscholtz eingeführt.
- Die Gattung Beroe umfasst fast alle Arten der Familie und ist weltweit verbreitet. Eine der bekanntesten ist die auch in der Nordsee verbreitete Melonenqualle Beroe gracilis. Bei Beroe-Arten ist die mundabgewandte (aborale) Seite abgerundet. Die räuberische Seemelone Beroe ovata ist in der Lage, den Bestand der kleineren Meerwalnuss Mnemiopsis leidyi (aus der Familie der Bolinopsidae) zu kontrollieren, die als invasive Art eine Gefahr für marine Ökosysteme darstellt.[19]

- Die Gattung Neis ist monotypisch, enthält also nur eine Art, Neis cordigera (Lesson 1824), und kommt ausschließlich in den Gewässern um Australien vor. Bei dieser Art befinden sich auf der aboralen Seite zwei bogenartige Fortsätze, so dass sich der mittig dazwischenliegende aborale Sinnespol im Gegensatz zu den Beroiden nicht am äußersten Körperende befindet (beachte Artname cordigera: Herzform). Die bogenartigen Fortsätze verlängern sich entlang der Flanken des Tieres und sind im Längsverlauf zweigeteilt, so dass der Eindruck von zwei seitlichen „Doppelflügeln“ entsteht. An den Kanten dieser vier „Flügel“ verläuft jeweils ein Rippenband. Die verbleibenden vier Rippenbänder verlaufen über die (relativ zu den „Seitenflügeln“) „obere“ und „untere“ Körperhälfte. Die Rippenquallen-typische Achtzahl der Rippenbänder ist also erhalten, auch wenn die Bänder aufgrund der besonderen Körperform in zwei unterschiedlich langen Gruppen ausgebildet sind.

In Südeuropa kommen nach derzeitiger Kenntnis fünf Arten vor.
- Beroe ovata Bruguiére, 1789. Ursprungsheimat Westküste Nord- und Südamerikas. Nach Europa eingeschleppt.
- Beroe pseudocucumis Shiganova & Abyzova, 2021. Dieser Name ist ungültig, da die Autorinnen versäumten, Typusmaterial für die neue Art festzulegen.[20] Früher meist Beroe cucumis zugeordnet. Warme Meere, in Europa im Mittelmeer und Südatlantik.
- Beroe cucumis Fabricius, 1780. Nordsee und Nordatlantik.
- Beroe forskalii Milne Edwards, 1841. Im Atlantik und Mittelmeer weit verbreitet.
- Beroe mitrata (Moser, 1907). In Europa nur im Mittelmeer.

In der Nordsee kommt eine weitere Art vor:
- Beroe gracilis Künne, 1939.